# Églises baptistes libres
Pour les articles homonymes, voir Baptistes et FWB.

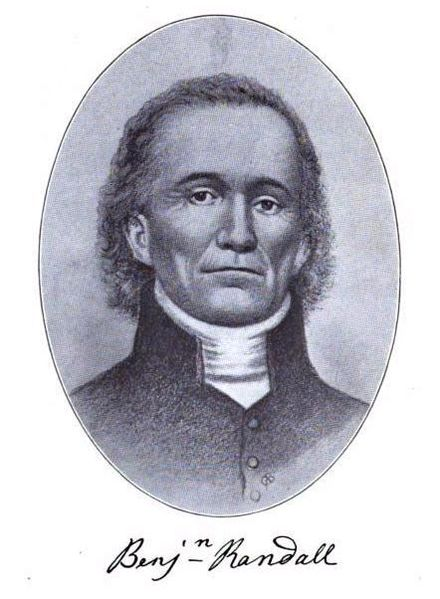
Benjamin Randall (1749-1808) est le fondateur du mouvement baptiste du libre arbitre en Nouvelle-Angleterre à la fin du XVIIIe siècle.

Les Églises baptistes libres ou Églises baptistes du libre arbitre (en anglais, Free Will Baptists ou FWB) sont un mouvement baptiste qui croit en la grâce gratuite, au salut gratuit et au libre arbitre. Le mouvement remonte aux années 1600 avec le développement du baptisme général en Angleterre. Son établissement formel est largement lié au théologien anglais Thomas Helwys, qui amena le mouvement baptiste à croire en l'expiation générale ou illimitée. Il fut un avocat de la liberté religieuse à une époque où s'en tenir à de telles vues pouvait être dangereux et passible de la peine de mort. Il mourut en prison à la suite de la persécution religieuse des dissidents anglais sous le roi Jacques Ier. 
En 1702, Paul Palmer établit le mouvement en Caroline du Nord et, en 1727, forma l'église baptiste du libre arbitre de Chowan. Beaucoup de calvinistes devinrent baptistes du libre arbitre au XIXe siècle. Avec l'établissement des baptistes du libre arbitre dans le sud, Benjamin Randall développa le mouvement dans le nord-est des États-Unis, plus précisément dans le Maine, le Massachusetts et le New Hampshire. 
L'une des caractéristiques typiques du mouvement est la notion d'autonomie des églises locales. La notion de libre arbitre constituait un rejet systématique du mouvement puritain, en raison de ses croyances religieuses globales et de son manque de mobilité sociale. 

## Histoire

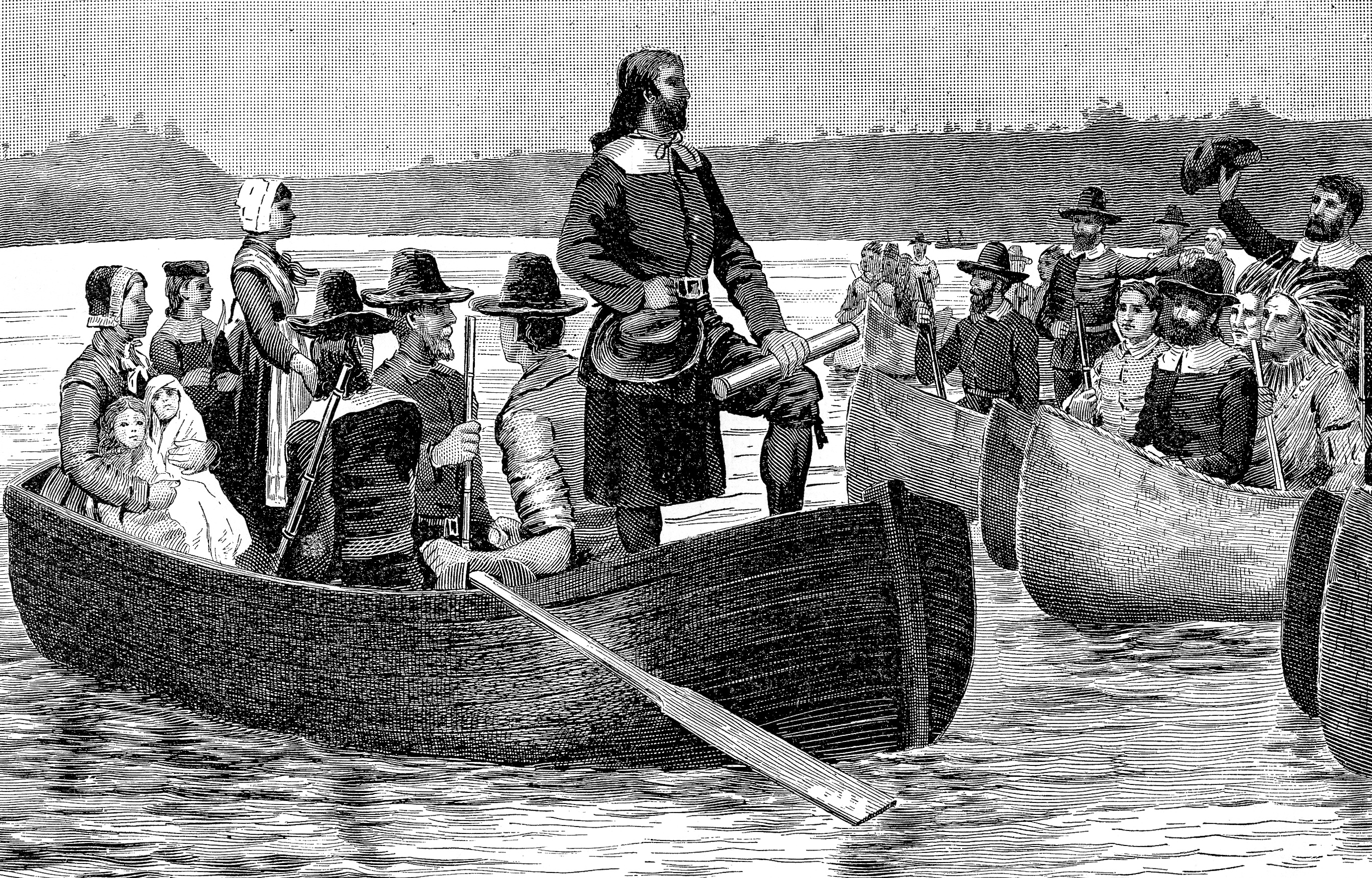
Retour de Roger Williams, plus tard partisan du mouvement, après avoir dénoncé le mouvement puritain en 1644

L'origine des baptistes du libre arbitre remonte aux baptistes généraux d'Angleterre qui se sont installés dans les colonies américaines à la fin du XVIIe siècle. Les premiers baptistes, issus du ministère de Thomas Helwys près de Londres en 1611, étaient des baptistes généraux. C'est-à-dire qu'ils croyaient que l'expiation de Jésus-Christ était « générale » (pour tous) plutôt que « particulière » (seulement pour les élus). Le baptisme du libre arbitre partage une histoire, un nom et une acceptation communs de la théologie arminienne. 
Benjamin Laker était un baptiste anglais arrivé en Caroline coloniale dès 1685. Laker avait été associé à Thomas Grantham, éminent théologien et écrivain baptiste général, et avait signé l'édition de 1663 de la Confession de foi standard des baptistes généraux. Les premiers baptistes du libre arbitre d'Amérique se sont développés à partir des baptistes généraux anglais de Caroline, surnommés « Freewillers » (terme dépréciatif désignant ceux qui rejettent la double prédestination) par leurs ennemis et qui ont ensuite pris ce nom. 
Deux branches distinctes des baptistes du libre arbitre se sont développées en Amérique. Le premier et le plus ancien fut le mouvement baptiste général décrit ci-dessus, connu sous le nom de mouvement Palmer en Caroline du Nord, d'où la majorité des baptistes du libre arbitre modernes ont leur origine. Le dernier mouvement fut le mouvement Randall, né à la fin du XVIIIe siècle dans le New Hampshire. Ces deux groupes se sont développés indépendamment l'un de l'autre. 

### La branche Palmer
En 1702, un groupe désorganisé de baptistes généraux en Caroline écrivit une demande d'aide à la General Baptist Association en Angleterre. Paul Palmer, dont l'épouse Johanna était la belle-fille de Benjamin Laker, travaillera parmi ces personnes 25 ans plus tard, fondant la première église baptiste du libre arbitre à Chowan, en Caroline du Nord, en 1727. Palmer organisa au moins trois églises en Caroline du Nord. Ses travaux, bien qu'importants, furent courts. Le leadership revint à Joseph Parker, William Parker, Josiah Hart, William Sojourner et d’autres. Joseph Parker faisait partie de l'organisation de l'église de Chowan et exerça son ministère parmi les églises de Caroline pendant plus de 60 ans. Partant d'une église en 1727, ils crûrent, pour compter plus de 20 églises en 1755. Après 1755, des travaux missionnaires menés par l'Association baptiste de Philadelphie convertit la plupart de églises ayant les positions de l'élection inconditionnelle et de l'expiation limitée, propres aux baptistes particuliers. En 1770, il ne restait que 4 églises et 4 ministres de confession baptiste générale. À la fin du XVIIIe siècle, ces églises étaient communément appelées «baptistes du libre arbitre», et on les appela plus tard «Baptistes du libre arbitre de la branche Palmer». Les églises de la branche Palmer organisèrent diverses associations et conférences et organisèrent finalement une conférence générale en 1921. De nombreux baptistes d'origine calviniste baptiste, principalement des « baptistes séparés », devinrent baptistes du libre arbitre au XIXe siècle. 

### La branche Randall
Alors que le mouvement du Sud avançait avec peine, un nouveau mouvement se développa dans le Nord grâce aux travaux de Benjamin Randall (1749–1808). Randall s'unit d'abord aux baptistes particuliers en 1776, mais rompit avec eux en 1779 en raison de leurs vues strictes sur la prédestination. En 1780, Randall forma l'Église baptiste du libre arbitre (Randall combinait les mots « libre » et « arbitre » en un seul mot) de New Durham, dans le New Hampshire. En 1782, douze églises avaient été fondées et organisaient une réunion trimestrielle. En 1792, une réunion annuelle fut organisée. 
La branche « Randall » elle-même fut divisée en deux groupes en 1835 : 
- Les « Bullockites », d'après le fondateur Jeremiah Bullock (parfois orthographiés « Bulloch »), se sont établis en un petit nombre de congrégations dans le Maine et le New Hampshire.
- Les « Buzzelites » d'après le fondateur John Buzzell.

Les Bullockites, principalement sous le nom de baptistes du libre arbitre, continuèrent dans le Maine jusqu'au début du XXe siècle, tandis que les Buzzellites disparurent peu de temps après leur fondation. 
La branche Randall des baptistes du libre arbitre s'est développée rapidement. Cependant, en 1911, la majorité des églises de la branche Randall (et tous les biens de la dénomination) fusionnèrent avec la Convention baptiste du Nord. Les églises qui ne fusionnèrent pas et restèrent baptistes du libre-arbitre s'associèrent à d'autres baptistes du libre-arbitre du Sud-ouest et du Midwest pour organiser l'Association générale coopérative des baptistes du libre arbitre en 1916.

### L'union des branches
Des relations fraternelles existaient entre les baptistes du libre arbitre du nord et du sud, mais la question de l'esclavage, puis de la guerre de Sécession, empêchait toute union formelle jusqu'au XVIIe siècle. Le 5 novembre 1935, des représentants de la Conférence générale (Palmer) et de la Cooperative General Association (un mélange d'éléments de Randall et de Palmer situés à l'ouest du Mississippi) se sont rencontrés à Nashville (Tennessee) pour unir et organiser l'Association générale coopérative des baptistes du libre arbitre. La majorité des églises baptistes du libre arbitre organisées dans ce cadre, reste le plus grand des groupes de baptistes du libre arbitre à ce jour. 

## Théologie et pratiques
Les congrégations baptistes du libre arbitre croient que la Bible est la parole même de Dieu et sans erreur dans tout ce qu'elle affirme. La doctrine baptiste du libre arbitre maintient la position arminienne traditionnelle, fondée sur la croyance en une expiation générale, selon laquelle il est possible de commettre l'apostasie ou de rejeter délibérément sa foi. La foi est la condition du salut, c'est pourquoi les baptistes du libre arbitre tiennent à la « sécurité éternelle conditionnelle ». Un individu est « sauvé par la foi et gardé par la foi ». À l'appui de ce concept, certains baptistes du libre arbitre font référence au mot grec traduit par « croyant » qui se trouve dans Jean 3:16. Il s'agit d'un verbe à action continue, et peut donc être lu : « que quiconque croit et continue de croire ne périra pas, mais aura la vie éternelle ». Ce concept ne décrit pas le cas d'une personne qui pèche de temps en temps et qui finirait accidentellement «non sauvé», mais plutôt d'une personne qui «répudierait» sa foi en Christ. Ainsi, le concept de la grâce gratuite : « une fois sauvé toujours sauvé » est rejeté par la dénomination. 
Sur la persévérance des saints le traité officiel énonce : 
 « Il y a de fortes raisons d'espérer que les véritables régénérés persévéreront jusqu'au bout et seront sauvés, grâce au pouvoir de la grâce divine qui leur est promis; mais leur obéissance future et leur salut final ne sont ni déterminés, ni certains, étant donné qu'étant sujets à l'infirmité et à de multiples tentations ils risquent de tomber, ils doivent donc veiller et prier pour qu'ils ne fassent pas naufrage quant à leur foi et ne se perdent ». 

Les baptistes du libre arbitre observent au moins trois ordonnances : le baptême, le Repas du Seigneur et le lavement des pieds des saints, rite pratiqué par d'autres groupes évangéliques mais non pratiqué par la majorité des dénominations baptistes. 
Les congrégations des baptistes du libre arbitre ont des points de vue divergents sur l'eschatologie, certaines tenant des vues prémillénaristes et d'autres amillénaristes. Les églises préconisent la dîme (volontaire), s'abstenant totalement des boissons alcoolisées et ne travaillant pas le dimanche, le « sabbat chrétien ». 

## Groupes d'églises des baptistes du libre arbitre
L'Association nationale des baptistes du libre arbitre est le plus important des groupes baptistes du libre arbitre. Les autres principaux groupes baptistes du libre arbitre incluent : 
- Original Free Will Baptist Convention - est un groupe de baptistes du libre-arbitre basé en Caroline du Nord, qui fut organisé en 1913 et a initialement adhéré à l'Association nationale des baptistes du libre-arbitre. La convention comprenait la majorité des églises baptistes du libre-arbitre basées en Caroline du Nord, bien qu'une minorité se soit séparée de la convention de la Caroline du Nord et maintienne son affiliation avec la National Association. La Convention poursuit également ses activités dans huit pays : Philippines, Mexique, Bulgarie, Inde, Népal, Bangladesh, Libéria et Guinée[10].
- United Baptist Free Will Baptist Church - est le plus grand ensemble d'églises baptistes du libre arbitre afro-américaines, organisé en 1901 et basée à Kinston, en Caroline du Nord[11]
- United American Free Will Baptist Conference - est un groupe d'églises baptistes afro-américaines du libre arbitre qui se sont retirées de l'United American Free Will Baptist Church en 1968; siège social à Lakeland, en Floride[12]
- Old Original Free Baptist Conference - est une association épiscopale afro-américaine composée de six églises et centrée en Caroline du Nord[13].
- Evangelical Free Baptist Church - est un groupe d'église basé dans l'Illinois. En 1987, il comptait 22 églises et 2 500 membres[14].
- Unaffiliated Free Will Baptist local associations - un certain nombre d'associations locales de baptistes du libre arbitre restent indépendantes de l'association nationale, de la convention Original FWB et des deux organismes américains. Les chercheurs ont identifié 10 associations de ce type, bien qu’il puisse y en avoir davantage. Les associations non affiliées de baptistes du libre arbitre comprennent plus de 300 églises comptant environ 22 000 membres. Ils n'ont aucune organisation au-dessus du niveau « local ».